# 叶玛亚
叶玛亚（約魯巴語：Yemoja），是約魯巴宗教裡主要的女水神。她是一位奥里莎，而且也是眾奥里莎之母，生了14位約魯巴的神與女神。經由跨大西洋黑奴貿易期間的文化交流，她經常被融合為黑色聖母或其他的天主教貞女瑪利亞形象。
葉瑪亞經常被描繪成一個美人魚，並與月亮、水和女性的奧秘相聯繫。她是婦女的保護者。她管理與婦女有關的一切，包括分娩、受孕、育兒、兒童安全、愛和康復。她監督深層秘密、古老的智慧、月亮、海貝和集體無意識。根據神話，當她破水時，造成了巨大的洪水，形成河流和小溪，而且第一個人類是從她的子宮創造出來的。

## 名称變異
由于美洲黑人宗教长期以口述方式传播，因此她的名字有着较多的地区差异：
- 約魯巴語：Yemọja、Iyemọja、Yemọnja、Iyemọnja[1]
- 葡萄牙語：Yemanjá、Iemajá、Iemanjá、Janaína、Mãe da Água[3]
- 西班牙語：Yemayá、Yemoyá、Yemallá、Madre del Agua[3]
- 法語：La Sirène、Mère de L'Eau
- 皮欽語／克里奧爾語：Mami Wata

## 非洲

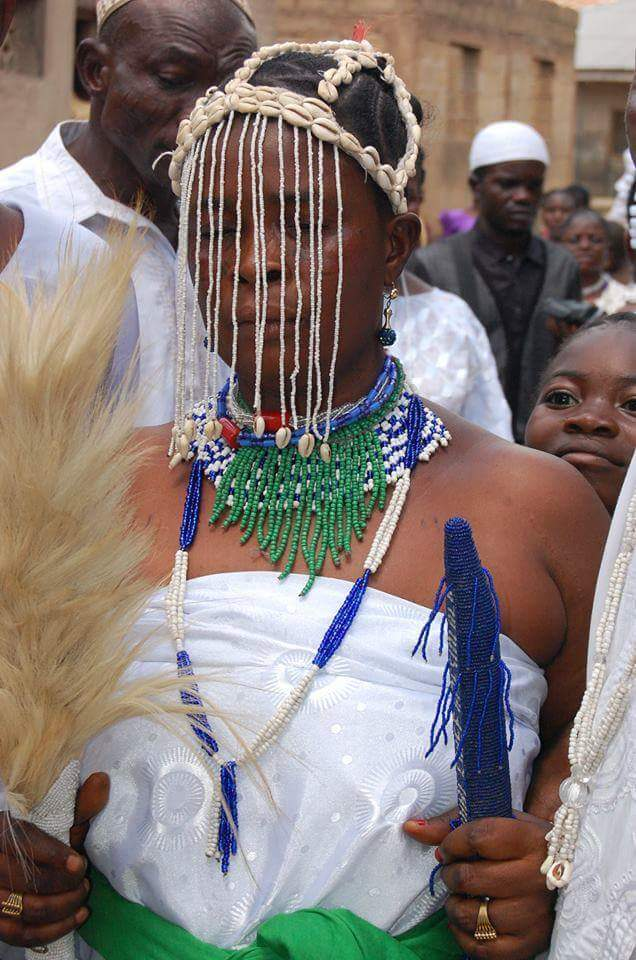
奈及利亞奧約州奧約城葉瑪亞節日的一位葉瑪亞首席女祭司

在约鲁巴神话裡，叶玛亚是母神，也就是妇女的守护神，尤其是孕妇。她是奧貢河的守護神，但也在溪流、泉水、井水及溢流中受到崇拜。她的名字由幾個約魯巴語組成：iya 意思是“母親”；ọmọ，意思是“小孩”；ẹja，意思是“魚”，合起來大意為“孩子像魚一樣多的母親”。這代表著她母性的碩大、她的多產，以及她對萬物的統治地位。在西非，葉瑪亞被尊崇為高級的河流女神，但在巴西與古巴，則被當成海洋女神。約魯巴地區有很多河神，葉瑪亞是其他河神的首腦。河流女神葉瑪亞經常被描繪成一個美人魚。在西非，她可以到訪所有的水體，包括湖泊、潟湖和大海，但她的家和她所擁有的領域還是河川和溪流，特別是奈及利亞的奧貢河。
她的父母是奥巴塔拉和奥杜杜瓦。有很多故事讲述了她怎样成为众神之母的，她嫁给了阿甘紐并生下了一個儿子叫奥隆干，又与奥隆干生下了包括奥贡、奥洛昆、肖波纳和桑戈等在内的十五位奥里莎神。其他的故事都说，叶玛亚在天地伊始就出现了，所有的生命均来自于她，包括所有的奥里莎神。

## 美洲

### 巴西

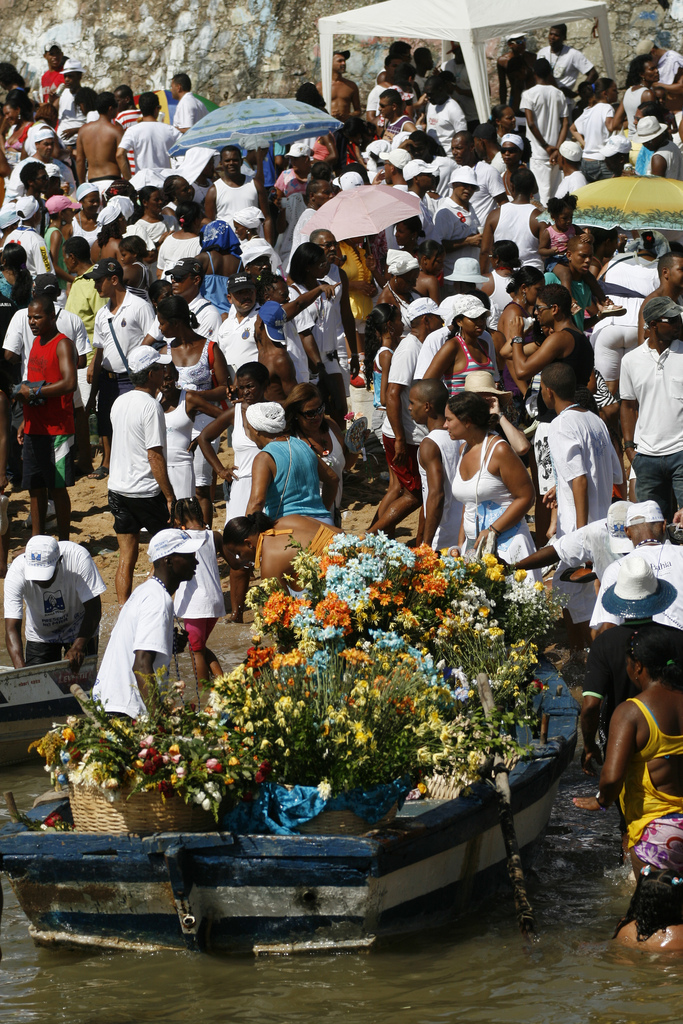
獻給葉瑪亞（lemanjá）的供品，巴西薩爾瓦多城

在非洲裔巴西人信奉的坎東布雷教和烏姆班達教裡，葉瑪亞（Yemanjá）是七個奥里莎神之一。紅玫瑰被用在儀式中。她是海洋女王、漁民及沈船倖存者的心靈守護神，女性的生命創造者和月光精靈。星期六是葉瑪亞的奉獻日。

### 烏拉圭
在蒙特維多，信徒於每年2月2日在羅多公園郊區的拉米雷茲海灘聚集，慶祝葉瑪亞日（Iemanjá Day）。成千上萬的人坐著等待日落，然後他們將擺著供品的小船放流出海。
2015年，烏拉圭政府估計有10萬人在慶典期間到訪該海灘。

### 古巴
在加勒比地區非洲裔美洲人信奉的薩泰里阿教裡，葉瑪亞（Yemayá）是眾生之母與海洋的主人。